# Piedad (Sebastiano del Piombo)
La Piedad es un óleo sobre tabla de álamo de 190 x 245 cm de Sebastiano del Piombo, de 1512-1516 y conservado en el Museo cívico de Viterbo. 

## Historia
La obra es uno de los más antiguos testimonios de la colaboración entre Miguel Ángel y Sebastiano del Piombo y estaba destinada a la iglesia de San Francisco de Viterbo. Encargado por Giovanni Botonti, clérigo de la cámara, el retablo le ganó gran notoriedad al artista, marcando el inicio de su fructífera colaboración con Miguel Ángel. De hecho, Vasari menciona la ejecución de un cartón preparatorio de Buonarrotti, si bien este último nunca ha sido localizado. Si se han conservado dibujos preparatorios del torso y las manos de la Virgen (en Viena), que confirman la intervención del pintor toscano. Del rostro de la Virgen, en cambio, se conservan dos bocetos preliminares a la sanguina de Sebastiano en el reverso de la propia tabla. Finalmente, también se descubrieron bocetos de Sebastiano del Piombo de la figura de Cristo muerto (Alessi 2008; Johannides-Wivel 2017); según el testimonio de Vasari, también el paisaje nocturno es de él. En este último se aprecia una vista de las instalaciones termales romanas de Santa María en Silice, en las fuentes Bulicame de Viterbo. Miguel Ángel también fue a Viterbo en esos años a curarse del "mal de la piedra"; en esa circunstancia dibujó la instalación termal de Bacucco en una hoja ahora conservada en Lille.

## Descripción
En un paisaje nocturno, que Vasari atribuyó completamente a Sebastiano, se encuentran las dos figuras monumentales y aisladas de María sentada y Jesús muerto, yaciendo tendido a sus pies. El gesto de patetismo de la Virgen, que estrecha las manos y mira hacia el cielo, la atención a los volúmenes y a la anatomía remiten en cambio a la lección de Miguel Ángel.
En particular, el bello cuerpo de Cristo (limpio, sin apenas signos del martirio) resaltado por el contraste con el blanco sudario sobre el que está tendido, destaca como nudo de la composición, en la base de la pirámide que tiene el vértice en la cabeza de María, muy masculina. Plenamente completa aparece la síntesis entre la expresividad de las figuras humanas inspiradas en Miguel Ángel y el uso del color y del paisaje típicamente veneciano de Piombo.
A pesar del paisaje lunar, con finos acordes cromáticos, las figuras principales están iluminadas frontalmente a la manera tradicional. La ambientación nocturna, tan rara y crucial para los futuros desarrollos del arte italiano, estaba dictada por necesidades vinculadas a una correcta lectura del texto bíblico, y a exigencias narrativas, para aislar el cuerpo muerto de Cristo del fondo y amplificar su dramatismo. La obra, ciertamente la gran obra maestra de Sebastiano, desnuda, severa y casi arcaica, transpira «la soledad desesperada que separa a la Madre petrificada y el Hijo muerto, y a ambos de un Dios Padre anulado incluso por la audacísima idea […] de prolongar más allá del momento evangélico de la muerte en la cruz las tinieblas sobre el mundo» (Rosci).
Más que a la tradicional iconografía de la Piedad, el pintor parece haber recurrido aquí a un tipo de espiritualidad más cercana a los agustinos, tanto que se habla más de "imagen para la oración".